# Amadeus Austrian Music Award
«Amadeus Austrian Music Award» — музыкальная премия, вручаемая за выдающиеся достижения в области австрийской музыкальной индустрии. С 2000 года ежегодно вручается самым успешным музыкантам страны в нескольких номинациях. С 2012 года премия неизменно проводилась в марте—апреле в венском Фолькстеатре и транслировалась в прямом эфире, однако в связи с пандемией COVID-19 юбилейная 20-я церемония была перенесена с апреля на сентябрь 2020 года, а на телевидении появилась в виде телешоу.

## Номинации
Премию «Amadeus Austrian Music Award» имеют право получить лишь граждане Австрии, либо граждане других государств, постоянно проживающие непосредственно в этой стране.
В 2021 году премии в рамках «Amadeus Austrian Music Award» планируется вручить в 14 номинациях: 7 общих и 7 жанровых.
7 общих номинаций:
- песня года
- альбом года
- живое выступление года
- песенник года
- лучший звук года
- за выдающийся вклад
- премия радиостанции «FM4[нем.]»

7 номинаций по жанрам музыки:
- альтернативная музыка
- электронная / танцевальная музыка
- метал
- хип-хоп / городская музыка
- джаз / блюз / этническая музыка
- поп / рок
- шлягер / народная музыка